# Animal Well
Animal Well est un jeu vidéo indépendant de type metroidvania développé par Shared Memory et édité par Bigmode, sorti sur Microsoft Windows, Nintendo Switch et PlayStation 5 le 9 mai 2024, puis le 17 octobre 2024 sur Xbox Series.
Le joueur y contrôle une petite créature et explore un labyrinthe rempli d'animaux.

## Système de jeu
Animal Well tourne autour de l'exploration et de la résolution d'énigmes. Il comporte des éléments de plate-forme pour traverser le puits. Le développeur a décrit le jeu comme n'ayant pas une carte très grande, "mais il vise à être beaucoup plus dense".
Le jeu se divise en trois couches d'exploration : l'une d'elle tient des mécaniques de jeu de type metroidvania, la seconde invite à résoudre des énigmes afin de trouver des oeufs cachés, et la dernière surimpose des énigmes encore plus complexes. Certains mystères requièrent par exemple l'intervention de plusieurs dizaines d'autres joueurs pour assembler les pièces d'un puzzle qui sont propres à chaque partie, tandis qu'un autre nécessite de faire attention aux méta-données du jeu, tel que le temps écoulé ou le nombre de pas effectués.

## Développement
Le développement d'Animal Well a commencé en 2017. À l'époque, son unique développeur, Billy Basso, s'y consacre comme à un loisir, en parallèle de son emploi dans une entreprise développant des jeux d'entraînement pour le secteur médical. Inspiré par les jeux de type metroidvania ainsi que par le jeu d'exploration et d'énigmes Fez, Basso s'imagine alors que le résultat pourra être commercialisé en six mois pour une poignée de dollars. Ses ambitions grandissent à mesure que Basso s'investit dans toutes les facettes du développement : direction artistique, bande sonore, et même la création du code dans son entier, plutôt que la réutilisation d'un moteur de jeu préexistant. Basso remarque notamment avoir beaucoup progressé lors de la pandémie de Covid-19.
À l'été 2021, Billy Basso prend contact avec un spécialiste du marketing de jeu vidéo, Dan Adelman, qui a notamment contribué au lancement d'Axiom Verge. Adelman s'engage alors sur le jeu en échange d'une portion de ses revenus futurs, et Basso quitte son emploi afin de se consacrer à temps plein au développement. Fin 2022, ils signent un contrat avec l'éditeur de jeux indépendants Bigmode, une jeune entreprise fondée par le vidéaste videogamedunkey et son épouse, Leah Gastrow. Jusqu'à la sortie du jeu en mai 2024, Bigmode les aide à faire tester et à distribuer le jeu. En janvier 2023, videogamedunkey officialise cette collaboration en annonçant qu'Animal Well serait le premier jeu publié par Bigmode.
Animal Well se base sur un moteur de jeu personnalisé conçu par l'unique développeur du jeu, Billy Basso. Le jeu fournit graphiquement différentes couches, en utilisant diverses techniques d'éclairage, simulation de fluides et effets de particules pour donner à l'art 2D une impression de profondeur. Le moteur du jeu a également une très faible latence, permettant au joueur de jouer avec les plateformes de manière précise

## Sortie
La sortie du jeu, le 9 mai 2024, se fait au milieu d'un large consensus critique sur les qualités d'Animal Well. Le journaliste Jason Schreier remarque avoir passé plusieurs dizaines d'heures à collaborer avec d'autres critiques pour tenter de déchiffrer certains des mystères.

## Réception

### Distinctions
| Liste des prix et nominations d'Animal Well | Liste des prix et nominations d'Animal Well | Liste des prix et nominations d'Animal Well | Liste des prix et nominations d'Animal Well | Liste des prix et nominations d'Animal Well |
| Prix                                        | Date                                        | Catégorie                                   | Résultat                                    | Réf.                                        |
| ------------------------------------------- | ------------------------------------------- | ------------------------------------------- | ------------------------------------------- | ------------------------------------------- |
| Indie Game Awards                           | 19 décembre 2024                            | Jeu de l’année                              | Nomination                                  | [ 8 ]                                       |
| Indie Game Awards                           | 19 décembre 2024                            | Meilleur jeu d’un développeur solo          | Lauréat                                     | [ 8 ]                                       |